# Kurt Ohly
Kurt Ohly (* 19. Februar 1892 in Bielefeld; † 31. März 1970 in München) war ein deutscher Bibliothekar und Inkunabelforscher.

## Wirken
Kurt Ohly studierte Klassische Philologie und Geschichte an den Universitäten München, Bonn und Berlin. Nach dem Staatsexamen im Jahre 1921 promovierte er 1923 an der Universität Bonn. An der Universitätsbibliothek Bonn trat er in die Ausbildung für den höheren Bibliotheksdienst ein und legte die Fachprüfung hierfür 1924 ab. Seit dem gleichen Jahr war er an der Preußischen Staatsbibliothek in Berlin tätig und arbeitete hier bis 1945 am Gesamtkatalog der Wiegendrucke. Ab 1933 leitete er die Berliner Geschäftsstelle dieser Institution. Von 1946 bis 1957 beschäftigte er sich mit der Inkunabelsammlung der Stadt- und Universitätsbibliothek Frankfurt/M. Den dortigen Inkunabelkatalog veröffentlichte er zusammen mit Vera Sack im Jahre 1967. 

## Schriften (Auswahl)
- Stichometrische Untersuchungen (= Zentralblatt für Bibliothekswesen. Beiheft 61). Harrassowitz, Leipzig 1928 (Dissertation Universität Bonn).
- Das Inkunabelverzeichnis Bernhards von Mallinckrodt (Handschrift des Staatsarchivs Münster I, 261). In: Hermann Degering (Hrsg.): Westfälische Studien. Beiträge zur Geschichte der Wissenschaft, Kunst und Literatur in Westfalen. Alois Bömer zum 60. Geburtstag gewidmet. Hiersemann, Leipzig 1928, S. 37–62.
- Die Proctor-Haeblersche Methode und der Versuch ihrer Widerlegung. Frisch, Berlin 1931.
- Eine gefälschte Ratdoltinkunabel. In: Gutenberg-Jahrbuch, Jg. 8 (1933), S. 53–61.
- Der Wiegendruck. In: Archiv für Buchgewerbe und Gebrauchsgraphik, Jg. 76 (1939), S. 145–166.
- Die Anfänge des Buchdrucks in Basel. In: Zentralblatt für Bibliothekswesen, Bd. 57 (1940), S. 247–260.
- War Johann Petri der erste Drucker Wiens? In: Gutenberg-Jahrbuch, Jg. 27 (1952), S. 52–63.
- Ein unbeachteter illustrierter Druck Eggesteins. In: Gutenberg-Jahrbuch, Jg. 28 (1953), S. 50–61.
- Georg Reysers Wirken in Straßburg und Würzburg. In: Gutenberg-Jahrbuch, Jg. 31(1956), S. 121–140.
- Georg Reyser als Buchhändler. In: Gutenberg-Jahrbuch, Jg. 32 (1957), S. 48–60.
- Eggestein, Fyner, Knoblochtzer. Zum Problem der deutschsprachigen Belial Illustrationen. In: Gutenberg-Jahrbuch, Jg. 1960, S. 78–92.
- Der Brief des Würzburger Fürstbischofs Rudolf von Scherenberg an den Straßburger Magistrat über Michael Reyser (datiert 25. IV. 1480). In: ders. (Hrsg.): Aus der Welt des Bibliothekars. Festschrift fuer Rudolf Juchhoff zum 65. Geburtstag. Greven, Köln 1961, S. 99–117.
- Eggestein, Fyner, Knoblochtzer. Zum Problem des deutschsprachigen Belial mit Illustrationen (Copinger 5804). Fortsetzung und Schluß. In: Gutenberg-Jahrbuch, Bd. 37 (1962), S. 122–135.
- mit Vera Sack: Inkunabelkatalog der Stadt- und Universitätsbibliothek und anderer öffentlicher Sammlungen in Frankfurt am Main (= Kataloge der Stadt- und Universitätsbibliothek Frankfurt am Main, Bd. 1). Klostermann, Frankfurt/M. 1967.